# Yoper
Yoper é um sistema operacional de alto desempenho, o qual tem sido cuidadosamente otimizado para computadores com arquitetura i686 ou tipos de processadores maiores. Os binários que chegam com Yoper tem sido construídos a risca usando as fontes originais combinadas com as muitas características de outras distribuições (distros) Open Source Linux. Entretanto, Yoper não é como distros de proposta geral como Red Hat ou Mandriva. Ele é um Sistema Operacional para Desktop de alto desempenho. Ele é compacto. Ele cabe em 1 CD-ROM (Live CD). De fato, Yoper é também um dos ambientes mais baseados em padrões da comunidade Linux. É possível encontrar o desempenho de software tão bom ou melhor que qualquer outro sistema operacional comercial.
O Yoper (YOS) tem sido aerodinâmico para várias funcionalidade. É possível encontrar nele as seguintes opções:
```
   * Sistemas Residencial e 
Workstation
 (Ydesktop)
   * Servidores de 
Terminal
 (Ydesktop terminal server)
   * Sistemas de 
Cluster
 (Yminimal)
```

Cada versão liberada encontra requisitos funcionais gerais e muito mais. Com o Yoper é possível rodar milhões de pacotes de software avaliáveis e ambientes estáveis sobre os quais novos pacotes e aplicações podem ser desenvolvidas, assim como Servidores de Internet de alto desempenho ou firewalls dedicados e roteadores.
A versão i686 do Yoper desktop suporta as seguintes CPUs:
```
   * 
Pentium
 II
   * 
Pentium
 Pro/ Celeron
   * 
Pentium
 III /Celeron Coppermine
   * 
Pentium
 4 /Xeon
   * 
Athlon
/Duron/K7 (Athlon-xp and Athlon-mp)
   * 
Cyrix
 M2
```

O núcleo e o sistema de reconhecimento de hardware do Yoper usa o Sistema "Ligar e Usar" Kudzu. Por isso o Yoper suporta a maioria do hardware homologado para Red Hat